# Terremoto in Ecuador e Colombia del 1906
Il terremoto in Ecuador e Colombia del 1906 fu un evento sismico che ebbe luogo il 31 gennaio 1906 nelle zone costiere dell'Ecuador e della Colombia, alle 10:36 ora locale (UTC-5. Il terremoto, particolarmente violento (8,8 Mw), provocò uno tsunami che investì le coste dei due paesi, provocando un migliaio di morti.

## Terremoto
Il sisma, come tanti altri occorsi lungo la costa pacifica di tutto il Sudamerica, fu causato dalla continua subduzione della placca di Nazca sotto alla placca sudamericana. Il terremoto causò una rottura (faglia) di 500-600 km e influenzò i successivi sismi del 1942, del 1958 e del 1979, e nella stessa zona è avvenuto un altro terremoto nel 2016, di magnitudo 7,8.

## Tsunami
L'altezza massima delle onde è stata di 5 m a Tumaco, in Colombia. A Hilo, nelle Hawaii, è stata registrata un'ondata di 1,8 m. Lo tsunami è stato osservato anche in Costa Rica, Panama, Messico, California e Giappone.
Lo tsunami spazzò via la cittadina di Río Verde, nella provincia di Esmeraldas, danneggiò gravemente López de Micay, in Colombia, e fu la causa di gran parte delle morti registrate, variabile tra 500 e 1500 a seconda delle stime prese in considerazione.